# Scutopalus abiesae
Scutopalus abiesae är en spindeldjursart som först beskrevs av Sionti och Papadoulis 2003.  Scutopalus abiesae ingår i släktet Scutopalus och familjen Cunaxidae. Inga underarter finns listade i Catalogue of Life.